# Мицкявичюс-Капсукас, Винцас Симанович
Ви́нцас Симанович Мицкя́вичюс-Капсу́кас (лит. Vincas Mickevičius-Kapsukas, в Российской империи и в СССР — Викентий Семёнович Мицкевич-Капсукас; 26 марта [7 апреля] 1880, деревня Будвечяй, Сувалкская губерния — 17 февраля 1935, Москва) — политический деятель международного значения, революционер, активный участник литовского национального движения «Варпининкас», публицист, критик, редактор, один из лидеров и основателей компартии Литвы, основатель Литовской Социалистической Республики и Литовско-Белорусской Советской Социалистической Республики (Литбела), председатель правительства, один из лидеров Коммунистического интернационала (Коминтерна).

## Семья
Отец, Симонас (Симас) Мицкявичюс (1830—1915), был зажиточным крестьянином. В первом браке с Барбарой Кряучюнайте (1840—1870) родилась дочь Констанция Мицкявичюте. От брака с второй женой Оной Куршенайте (1850—1934) родились два сына: Юозас (1872—1950) и Винцас (1880—1935).
Первым браком в 1901 г. Винцас Мицкявичюс женился на Ванде Диджюлите (1881—1941) в Митаве (сейчас Елгава, Латвия). Они разошлись в 1913 г., после смерти малолетней дочери Ванды (1905—1913). Вторым браком Винцас Мицкявичюс с 1922 г. был женат на Елене Домицеле Тауткайте (1893—1937), Москва, СССР.
Дети: Юра Мицкявичюте (1921—2008), Винцас Мицкявичюс (1925—2014) и Лена Мицкявичюте (1927—2001).

## Биография

### Ранние годы
Родился в деревне Будвечяй, Волковышского уезда, Сувалкской губернии, Российской империи (ныне Мариямпольский уезд, Литва). После подавления восстания 1863 г. с 1864 по 1904 год царское правительство ввело запрет на литовскую печать латинским шрифтом. Семья Винцаса, — его отец Симонас и его старший брат Юозас, — были литовскими патриотами. Его дядя Антанас Мицкявичюс был директором — учредителем и учителем в подпольной литовской школе. Сам Винцас Мицкявичюс очень рано познакомился с нелегальной литовской печатью — в отчем доме прятались такие нелегальные ежемесячные журналы, как «Аушра» („Auszra“, «Заря»).
В 1888—1892 годах обучался дома, посещая нелегальную литовскую школу, где учительствовал его дядя А. Мицкявичюс.
С 1892 по 1897 года учился в Мариямпольской гимназии. В 1895 году брат Юозас вовлекает пятнадцатилетнего Винцаса в нелегальное общество книгонош «Сетинас» (лит. светильник) и он становится активным участником литовского национального движения. Эта патриотическая организация печатала литовские книги и периодические издания в Восточной Пруссии и тайно переправляла их через границу, распространяя в Литве.
В 1897 году, после окончания гимназии, поступает в духовную семинарию в Сейнах, но уже через год (1898) его отчисляют за нелегальную политическую деятельность. Он был членом тайного литовского клерикального общества и способствовал распространению нелегальной литовской печати.
Около 1898—1899 гг. обучал детей Повиласа Вишинскиса в литовской гимназии «Сакалай» (лит. соколы). С 1888 года он становится активным варпининкасом — принадлежащим патриотической организации, названой по имени газеты «Варпас» („Varpas“, «Колокол»), целью которой было поднимать литовский менталитет, продвигая образование, литовский язык и культуру. Уже с 1888 г. В. Мицкявичюс активно писал статьи в «Варпас» и другую газету варпининкасов — «Укининкас» (лит. хозяйственник), в редколлегии которой он работал с её основания в 1888 г. Винцас Мицкявичюс выбрал псевдоним Капсукас, как уменьшительную форму от другого псевдонима «Капсас» — основателя «Варпаса» Винцаса Кудирки.
В 1900 году поступил в Митавскую гимназию (сейчас Елгава, Латвия), которая между 1801 и 1806 гг. имела престижный статус университета. В 1901 г. его опять отчисляют за членство в тайном обществе книгонош Кудикис (лит. дитя) и огромное количество запрещённой литературы, распространяемой на севере Литвы, которая была найдена у него во время обыска. Против В. Мицкявичюса было сфабриковано политическое дело. Во избежание ареста он бежал за границу — через Восточную Пруссию, в Швейцарию.
С 1901 г. до, приблизительно, 1903 г. изучал философию, социальную и политическую экономику в Бернском университете в Швейцарии. Из Берна продолжал писать критические статьи и исторические очерки в «Варпас» и «Укининкас». В 1902 г. он стал заместителем редактора «Варпас» и редактором «Укининкас». Эти издания печатались в Тильзите, в Восточной Пруссии (сейчас Советск, Россия). В 1902 г. он по делам прибыл в Тилзит и навестил на родине родителей. В Тильзите Мицкявичюс пользовался архивами литовских издательств и собрал большой материал о временах Аушры (лит. заря — Аушра — газета, основанная доктором Йонасом Басанавичюсом, идеологический предшественник Варпаса), на основании которого печатал статьи об Аушре и зарождении Варпаса. В 1902 году на съезде партии варпининкасов была основана Литовская демократическая партия и Винцас Мицкявичюс стал одним из первых её членов.

### Социал-демократ и тюрьма
Уже в 1903 г. он почувствовал, что политические цели ЛДП близоруки: целью программы ЛДП была автономия Литвы в составе России, но не полная независимость. Его также не удовлетворяла социальная программа ЛДП. В 1903 г. вышел из ЛДП и вступил в литовскую социал-демократическую партию (ЛСДП). Однако Мицкявичюс не хотел разрывать связи с варпининкасами и резко схлестнулся с руководством ЛСДП (особенно с А. Янулайтисом), которое избегало сотрудничества с ними. C целью навести мосты между варпининкасами и ЛСДП, в 1904 г. он основал социал-патриотическую организацию Драугас (лит. товарищ), одновременно официально оставаясь членом ЛСДП. После долгих переговоров в 1905 г. Драугас объединился с ЛСДП и В. Мицкявичюс был выбран в Центральный Комитет ЛСДП. В это время он примкнул к крылу федералистов в партии социал-демократов. Эта фракция стремилась восстановить государственность Литвы, в добровольной федерации с Польшей, Беларусью, Украиной и Латвией, то есть в границах бывшей Речи Посполитой. Федерации с Россией в их программе не было. Федералисты боролись с крылом автономистов в партии социал-демократов, стремившихся к автономии Литвы в составе России.
Одновременно (1904—1906 гг.)основал журналы «Драугас» и «Дарбининкас» (лит. рабочий). С 1906 по 1907 г. он одновременно писал и редактировал в журнал «Научи Гадине» (лит. новые времена) и Скардас (лит. эхо).
Во время революции 1905 г. организовывал антицарские демонстрации крестьян и забастовки в Сувалкии и на севере Литвы. Он разъезжал по Литве, писал, печатал и распространял листовки. В. Мицкявичюс был задержан полицией, но поскольку при нём не было найдено никакого инкриминирующего материала, сумел выторговать себе освобождение. В 1905 г. был арестован с паспортом Я. Якс-Тыря и посажен за революционную деятельность, но с помощью товарищей сумел сбежать из госпиталя Сувалкской тюрьмы в 1906 г. В. Мицкявичюс был вновь арестован в мае 1907 г. в Вильнюсе и осужден на три года крепостной тюрьмы за антицарскую деятельность. Его адвокатами в Сувалкской тюрьме были Александр Керенский, который после февральской революции 1917 г. стал председателем Временного правительства России и М. Ф. Фолькенштейн, ассистентом которого в 1893 г. работал Владимир Ульянов (Ленин). До 1909 г. В. Мицкявичюс сидел в тюрьмах Вильнюса и Сувалок. В 1909 г. полиция определила, что В. Мицкявичюс был тем же человеком, который убежал из Сувалкской тюрьмы в 1906 г., и суд ему прибавил к приговору 8 лет каторги (тюрьмы с жесточайшим режимом). В. Мицкявичюс сидел в Варшавском Арсенале (1910—1911 гг.) и во Владимирском каторжном централе (1911—1913 гг.). В 1913 г. по случаю трёхсотлетия дома Романовых, манифестом Николая II ряд заключённых был амнистирован. В. Мицкявичюсу, как не криминальному заключённому, было облегчено наказание, и он был сослан через Красноярскую тюрьму на поселение в Енисейскую область в Сибири.
В декабре 1913 года с поддельными документами бежал из ссылки в Сибири. Несколько недель он скрывался на территории Латвии и Литвы (граф Николай Зубов скрывал его в своём Медемродском имении). Тут В. Мицкявичюс готовился к эмиграции на Запад. Миколас Биржишка предоставил В. Мицкявичюсу самые широкие полномочия действовать заграницей от имени ЛСДП. В начале 1914 г., при помощи местных активистов В. Мицкявичюс перешёл границу с Пруссией и оттуда с фиктивными документами отбыл в Австрию. В 1914 г. в Кракове он встречался с членами Российской социал-демократической партии большевистской фракции и их лидером Владимиром Лениным. До начала Первой мировой войны жил в Кракове и являлся членом редколлегии Вилнис (лит. волна). С началом войны он через Швейцарию эмигрировал в Шотландию.
С 1914 по 1916 г. жил в Великобритании. Он руководил шотландским отделом ЛСДП и в 1915—1916 гг. редактировал социал-демократическую газету Социал-демократ и Ранкпелнис (лит. задаток), издаваемую в Белшли, в Шотландии. В 1916 г. он покинул из Шотландию и через Канаду перебрался в Соединённые Штаты Америки. В 1916 г. В. Мицкявичюс, сразу по прибытии в США, энергично включился в деятельность Американского литовского социалистического союза (АЛСС); совместно с будущим редактором Вильнис Л. Прусейка участвовал в съезде АЛСС в Чикаго и взялся редактировать основную литовскую социалистическую печать — еженедельник Кова (лит. борьба) и научно-литературный журнал Науёи Гадине (Филадельфия).

### Коммунист-революционер
Февральская революция 1917 года в России изменила его статус: он перестал быть беглым каторжником и, воспользовавшись возможностью, сложным окольным путём через Японию вернулся из эмиграции. Прибыв в Петроград, он вступил в Российскую социал-демократическую рабочую (большевистскую) партию (РСДРП(б)) и стал редактором газеты литовских социалистов (позднее коммунистов) «Тиеса» („Tiesa»; «Правда»). В августе 1917 года был делегатом VI съезда РСДРП (б) (где поддержал формирования нового Интернационала (Коммунистического интернационала (Коминтерна)), а также Второго Всероссийского съезда Советов. После Октябрьской революции 1917 года он был назначен комиссаром по делам Литвы при Советском правительстве. Он также был избран в Центральный Комитет РСДРП(б) в центральное бюро секции Литвы, стал членом Петроградского Военно-революционного комитета.
В конце 1918 года вернулся в Литву, оккупированную Германией. Оккупация вызвала разруху в экономике и сельском хозяйстве Литвы. Треть всей обрабатываемой земли пустовала, цены на еду и корма выросли во много раз. Это вызвало большое социальное напряжение: во многих районах возникли спонтанные выступления. Потерявшие работу рабочие в деревнях, дезертиры и беглые пленные организовывали вооружённые отряды, называемые Лесными братьями, и нападали на оккупационную армию и администрацию, а также грабили и терроризировали крупных землевладельцев. Они в основном действовали на севере и западе Литвы, но слухи о их деяниях распространялись по всей Литве. Желая завербовать больше новых членов и получить поддержку мелких хозяйственников, они пользовались тактикой Робин Гудa в распределении награбленного неимущим. Движение Лесных братьев, по оценке В. Капсукаса, несмотря на стихийный характер, носило элементы классовой борьбы.
В Литве назрели радикальные перемены; статус-кво не удовлетворял ни один социальный слой. Несколько политических сил боролось за будущее Литвы: немецкая оккупационная власть всё ещё контролировала администрацию и добивалась наилучших условий своего отхода, литовская Тариба объявила независимость Литвы впервые 11 декабря 1917 г., а позднее — исправленную версию — 16 февраля 1918 г., Польша добивалась федерации с Литвой, наподобие Речи Посполитой, левые силы Литвы выдвигали идею социалистической революции.
4 июня 1918 года Тариба проголосовала за предложение призвать Вюртембергского герцога Вильгельма фон Ураха стать монархом Литвы. Он согласился и был избран королём Литвы, под именем Миндаугаса II. Это решение было непопулярным и четверо социал-демократов членов Тарибы в знак протеста подали в отставку. В ситуации проигрывающей Первую мировую войну Германии Тариба не считала себя связанной ранними обязательствами и 2 ноября 1918 года аннулировала приглашение герцога Вильгельма, а также объявила первую временную конституцию Литвы. Форма государства не была юридически очерчена до 1920 года, но де факто была принята форма республики.
Одновременно в Германии назревала революция. 3 ноября в Киле начался бунт моряков, который вскоре распространился на всю империю. 6 ноября кайзер Вильгельм II был вынужден отказаться от трона. 9 ноября социал-демократ Шейдеман и, независимо от него, основатель и член союза «Спартак» Либкнехт почти одновременно объявили Германию республикой. 11 ноября в Компьене был подписан мир, прекративший военные действия, хотя Германия ещё не капитулировала. Эти события деморализовали германские войска в Литве и они начали терять контроль. В тот же день перемирия Тариба Литвы сформировала первое правительство и назначила Аугустинаса Вольдемараса премьер-министром.
Одновременно в городах Литвы разные левые партии (социал-демократы, социал-демократы-рабочие, Бунд, социалисты-революционеры и другие) и беспартийные организовывались и присоединялись к вдохновлённому Российской революцией социалистическому движению. В начале октября в Вильнюсе состоялся учредительный съезд компартий Литвы и Беларуси (ЛБКП). В начале декабря состоялись выборы в вильнюсскую Тарибу рабочих депутатов, где было избрано 96 коммунистов и сочувствующих им, 60 членов Бунда, 22 меньшевика и 15 социал-демократов.
8 декабря 1918 года вильнюсская Тариба сформировала временное революционное правительство рабочих и крестьян Литвы. Винцас Мицкявичюс-Капсукас был избран его председателем и министром иностранных дел. Одновременно в Литве действовало два правительства, не признающие друг друга. По сути, ни литовская Тариба, ни правительство Мицкявичюса не были самостоятельными политическими органами. Тариба получала политическую, материальную и военную помощь из Германии, а правительство Мицкявичюса — из России. 16 декабря правительство Мицкявичюса объявило манифест, который низложил оккупационную власть Германии, распустил литовскую Тарибу и передал власть советам рабочих депутатов, и объявил создание Литовской Советской Социалистической Республики (Литовской ССР). 26 декабря ответным шагом Тарибы стал роспуск правительства Вольдемараса и назначение члена партии социалистов народников демократов Миколаса Слежявичюса новым премьер-министром.
Вывод оккупационных германских войск из Вильнюса начался в конце декабря. Одновременно Красная армия двигалась на Запад, пытаясь вернуть территории, потерянные вследствие Брест-Литовского мирного договора. 2 января 1919 г. Польский Комитет (Самооборона) силой взял власть в Вильнюсе. Литовская Тариба с правительством Слежявичюса в тот же день ретировалась в Каунас. Красная армия вошла в Вильнюс 5 января, и правительство Мицкявичюса восстановило свою власть.

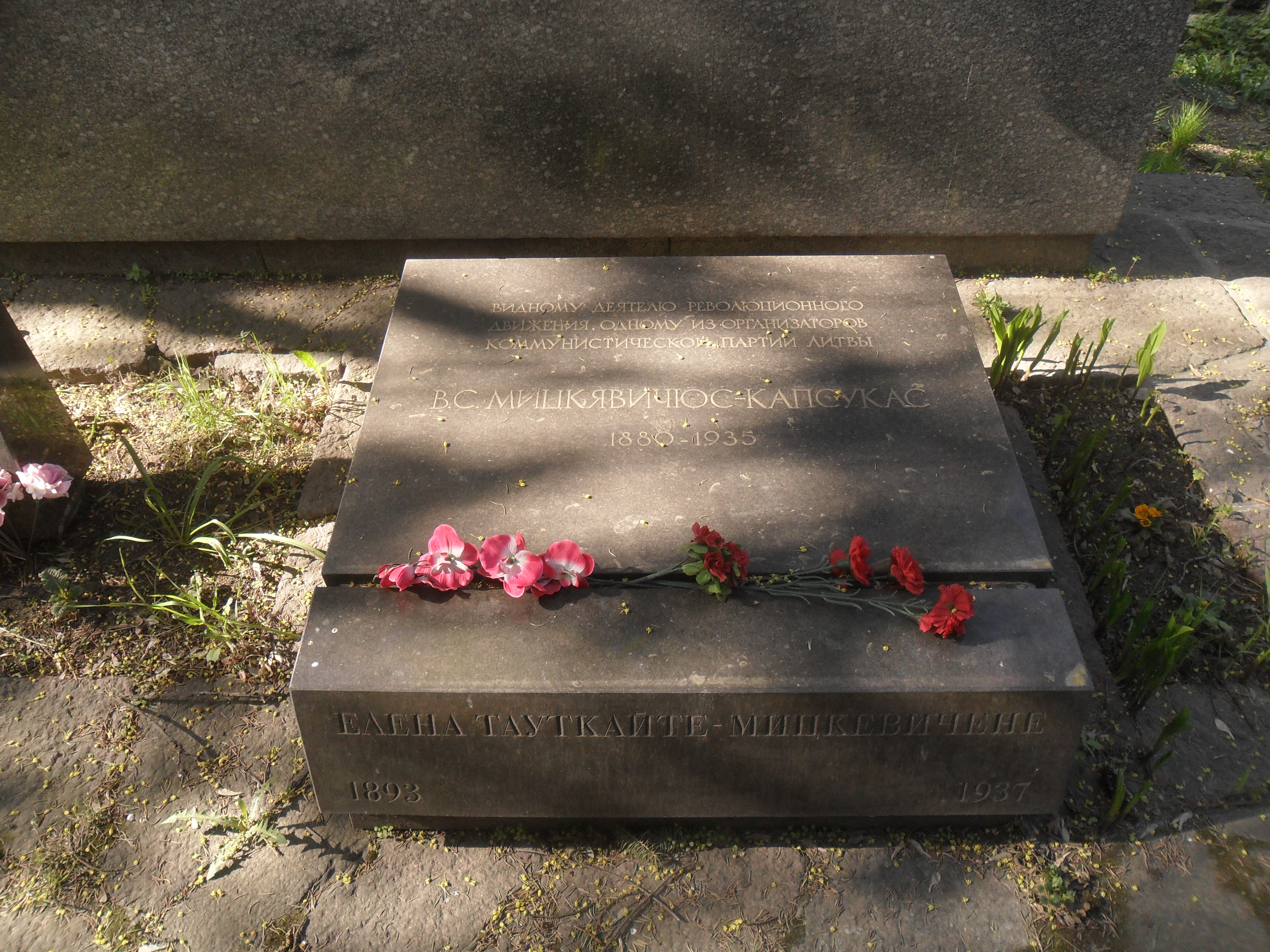
Могила Мицкявичюса-Капсукаса на Новодевичьем кладбище Москвы

Могила Мицкявичюса-Капсукаса на Новодевичьем кладбище

27 февраля 1919 года Литовская ССР и Белорусская ССР объединились и сформировали Литовско-Белорусскую Советскую Социалистическую Республику (Литбел). Винцас Мицкявичюс-Капсукас стал премьер-министром и министром иностранных дел Литбела. Летом 1919 г. польское войско, преследующее Красную армию, вторгалось глубоко на территорию Литбела. Одновременно вновь созданное литовское войско, подвластное литовской Тарибе и правительство Слежявичюса, начали контролировать всё большую часть центральной и западной Литвы. Правительство Мицкявичюса в Литве наиболее поддерживалось рабочими и батраками и безземельными крестьянами. Литовские хозяйственники поддерживали правительство Слежявичюса, которое обещало землю тем, кто её обрабатывает. В аграрном краю, которым тогда являлась Литва, поддержка хозяйственников оказалась решающим фактором. Понимая ограниченную поддержку своего правительства, Мицкявичюс противился воззванию Ленина призвать больше литовцев в Красную армию. Он послал телеграмму Ленину, излагая, что призыв литовцев в Красную армию ещё уменьшил бы поддержку его правительства. В августе 1919 г. почти вся территория Литбела оказалась в руках Польши и литовской Тарибы. 20 июля 1920 г. Россия подписала мирный договор с правительством Литовской Республики и Литовская Советская Социалистическая Республика прекратила своё существование де юре.
Планы российских большевиков разжечь мировой огонь революции имели прямое воздействие на события 1918—1919 гг. в Литве. Социалистическая революция в Литве была частью этого плана. Однако, иначе, чем в то же время в Латвии, в Литве не было больших репрессий. Юозас Тумас-Вайжгантас писал в своих воспоминаниях: В Вильнюсе коммунисты вели себя по человечески, пугали сильно, но кровь не проливали. И это заслуга Мицкявичюса и других литовских коммунистов и не коммунистов. В одном ревкоме скрипели зубами, что в Литве делаются какие-то церемонии, вместо к стенке и всё! Мицкявичюс не только успешно сопротивлялся революционному террору, но и привлекал сотрудничать известных деятелей и интеллигентов Литвы, независимо от их политических взглядов. Делегации представителей вильнюсской литовской интеллигенции, обратившейся к нему по поводу настоящего и будущего Литвы, Мицкявичюс обещал: «Свобода каждого из вас гарантируется. С людьми, которые нас не саботируют, будем сотрудничать, не спрашивая о их личных делах, что думают, что нравится».
В правительстве Мицкявичюса было пять министров коммунистов и один социал-демократ — Вацлав Биржишка. Однако в правительственных министерствах (комиссариатах) работали представители и многих других партий и политических направлений, например, член Литовской Тарибы доктор Й. Басанавичюс, член партии Народного прогресса и писатель ксёндз Ю. Тумас-Вайжгантас, юрист и писатель А. Кришчюкайтис, учитель и писатель П. Машётас и другие представители национальной интеллигенции.
С 1921 года вплоть до своей смерти в 1935 году жил в Москве. Он был делегатом всех конгрессов Коминтерна (кроме первого и седьмого, последнего), работал в исполкоме Коминтерна с 1923 по 1935 г. — в 1924—1928 гг. как кандидат в члены, в 1928—1935 гг. как действительный член. Избирался делегатом съездов РКП(б), ВКП(б): VIII, XI, XII, XIV—XVII. В 1919—1920 являлся кандидатом в члены Центрального Комитета РКП(б).
С 1921 г. до своей смерти в 1935 г. редактировал или был членом редколлегии большинства периодических изданий Литовской компартии: Теса, Кибиркштис, Скардас (1926), Балсас, Комунарас и Комунистас.
Винцас Мицкявичюс-Капсукас умер 17 февраля 1935 г. в Московской больнице. Официальной причиной смерти явилась тяжёлая форма туберкулёза. Его вторая жена Елена Домицеле Тауткайте была арестована и расстреляна в 1937 г. за «троцкистскую деятельность». Троих малолетних детей, оставшихся полными сиротами, взяла на попечение двоюродная сестра их матери, Михалина Адамовна Тауткайте, чем спасла их от детских домов для детей «врагов народа».
Первая жена (1903—1918) Ванда Альбрехт, литовская писательница, поэтесса.

## Политические взгляды и личность
Взгляды Винцаса Мицкявичюса эволюционировали от социал-патриотических, националистических до марксистских интернациональных. Его ранние взгляды формировались в патриотической семье и под воздействием литовского национального движения. Почти все руководители этого движения происходили из свободных крестьян. Их литовскость и незначительная полонизация определили националистический характер этого движения. Их крестьянское происхождение формировало социальную программу движения. Многие социальные идеи, как перераспределение земли, родились после Литовско-Польского восстания 1863 года. Поэтому не удивительно, что многие социал-демократы и марксисты начали свой путь в литовском национальном движении. Винцас Кудирка был членом партии Пролетариата и был арестован за печатание «Капитала» К. Маркса. Мицкявичюс сам себя называл социал-патриотом.
В период революции 1905 года Мицкявичюс всю свою энергию отдал борьбе за свободную и справедливую Литву. Уже в эти годы он видел свободу сквозь призму социальной справедливости. Социальная справедливость, уважение к человеку и личная свобода для него были важнее государственной независимости. Писательница О. Плейрите-Пуйдене, свидетельница революции 1905 года, так вспоминала тогдашнего Мицкявичюса: «Мицкявичюс был, право, мучеником социал-демократической партии и литовской идеи. Всегда запыхавшийся, голодный, без настоящего убежища, скитался он по Литве, неся национальное осознание и свет. Без сомнения, голоса социал-демократов его интересовали наиболее, но и свою Литву он горячо любил».
Сидя в 1907—1914 годах в тюрьмах, Мицкявичюс прочёл почти всех марксистских классиков: Маркса, Каутского, Бебеля, Плеханова, Мартова и других. Его взгляды очевидно левели. Позднее в ссылке и эмиграции он встречал Я. Свердлова, В. Ленина, Н. Бухарина и Л. Троцкого, которые также воздействовали на формирование его взглядов. В 1918 году Мицкявичюс считал себя марксистом. Но до последних дней он обожал Винцаса Кудирку и сохранил большое уважение к Повиласу Вишинскасу и другим варпининкасам. Юозас Тумас-Вайжгантас заметил в 1919 году, что для Мицкявичюса Литва была важнее, чем узкие партийные директивы: «То же можно было увидеть в течение всей его коммунистической деятельности в Вильнюсе: ему Литва была дорога не коммунистически. Это все чувствовали, даже его сатрапы большевики».

## Наследие
Винцас Мицкявичюс-Капсукас написал более 50 крупных работ и около 2000 статей в области политики, истории, философии и литературы и других отраслей знаний. Кроме того, он писал мемуары и короткие рассказы. В печати дебютировал патриотическими стихами (1900). Писал статьи о писателях литовского национального возрождения Мотеюсе Валанчюсе, Антанасе Баранаускасе и др., считая величайшим злом национальный гнёт. В 1914—1915 написал монографию о Йонасе Билюнасе («Биография Йонаса Билюнаса», издана в 1917). Автор воспоминаний, очерков и рассказов; книгу «В царских тюрьмах» (1929) составили записи, которые он вёл в заключении в 1907—1913.

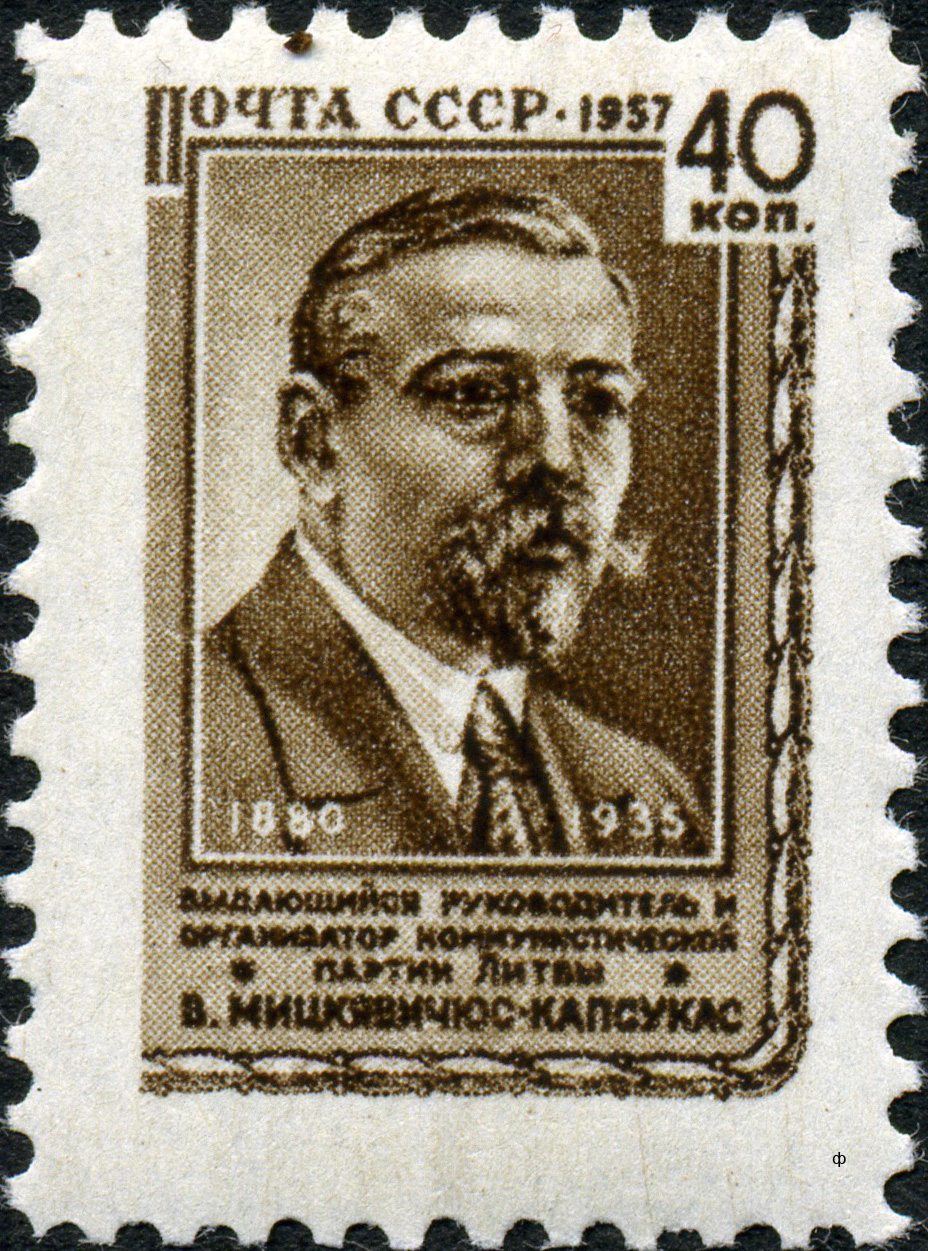
Мицкявичюс-Капсукас на почтовой марке СССР, 1957 год

С 1937 по 1953 г. Винцас Мицкявичюс-Капсукас состоял в сером списке Сталина — не враг народа, но человек, о котором лучше не говорить. После смерти Сталина в 1953 г. руководство Литовской ССР, в лице первого секретаря ЛКП Антанаса Снечкуса, восстановило имя Капсукаса из забвения. Постепенно увековечение имени Капсукаса превратилось в излишнее его почитание. Город Мариямполь и район в 1955 г. (по 1989 г.) был переименован в Капсукас, его именем был назван Вильнюсский университет (1956—1989 г.), союз журналистов Литвы основал премию его имени (1964—1989 гг.), улицы, площади, музеи и корабли были названы его именем, ему воздвигли несколько памятников и установили мемориальные доски.
Винцас Мицкявичюс-Капсукас оставил глубокий след в истории Литвы — от литовского национального движения и борьбы против Российской империи до рождения современной Литвы. Его революционная одержимость сквозь историческую перспективу могут показаться сомнительными и ошибочными, он неоднократно ошибался, оказывался в историческом тупике, но его самоотверженная, жертвенная деятельность, жажда социальной справедливости и заветная мечта сделать Литву свободной и справедливой — эти идеи достойны уважения. Сегодня, переосмысливая свой путь, литовская историография вновь обратилась к личности и деятельности своего выдающегося сына Винцаса Мицкявичюса-Капсукаса.
После провозглашения независимости Литвы имя Капсукаса было осуждено. Все объекты, носившие его имя, были переименованы. Часть памятников были перемещены в парк Грутас. На листе с описанием указано, что Капсукас вёл антигосударственную деятельность, был противником независимой Литвы.
Его именем названы:
- 1955—1989 г. — город Мариямполе и район,
- 1956—1989 г. — Вильнюсский университет,
- 1964—1989 г. — Премия литовских журналистов.